# Zasada Fermata
Zasada Fermata w optyce jest szczególnym przypadkiem zasady najmniejszego działania. Sformułował ją Pierre de Fermat, a treść zasady w jego ujęciu miała następujące brzmienie:

Promień świetlny poruszający się (w dowolnym ośrodku) od punktu A do punktu B przebywa najkrótszą możliwie drogę optyczną, czyli taką, na której przebycie potrzebuje minimalnego czasu.

Obecnie wiadomo, że sformułowanie to nie jest najogólniejsze. Spośród wielu możliwych dróg łączących ustalone punkty {\displaystyle A} oraz {\displaystyle B} może to być droga stacjonarna (minimalna, maksymalna albo należąca do punktu przegięcia funkcjonału). Stacjonarność drogi oznacza, że czas jej pokonania nie zmieni się – z dokładnością do wyrazów rzędu 2-go – gdyby światło poruszało się po niewiele różniącej się drodze. W ogólniejszym sformułowaniu zasada Fermata powinna więc brzmieć:

Promień świetlny poruszający się (w dowolnym ośrodku) od punktu A do punktu B przebywa stacjonarną drogę optyczną, czyli taką, na której przebycie potrzebuje stacjonarnego czasu.

W klasycznych zagadnieniach takich jak załamanie, odbicie od płaskiej powierzchni droga pokonywana przez światło jest minimalna. W przypadku soczewkowania grawitacyjnego światło porusza się po drodze maksymalnej. Podczas odbicia od zwierciadła eliptycznego droga promienia osiąga punkt siodłowy (zmiana w jednym kierunku powoduje wzrost czasu pokonania drogi, a w kierunku prostopadłym do pierwszego – zmniejszenie).
Na podstawie zasady Fermata można wyprowadzić prawo odbicia i załamania.

## Wyprowadzenie prawa załamania na przykładzie

Wyprowadzenie zasady załamania z zasady Fermata

Światło biegnie z punktu {\displaystyle A} do punktu {\displaystyle B.} Należy odnaleźć krzywą, po której się ono porusza. Niech {\displaystyle n_{1},} {\displaystyle n_{2}} oznaczają bezwzględne współczynniki załamania dwóch ośrodków optycznych. Wtedy prędkość światła w każdym z tych ośrodków wynosi odpowiednio:
{\displaystyle v_{1}={\frac {c}{n_{1}}},\quad v_{2}={\frac {c}{n_{2}}}.}
Niech {\displaystyle x} oznacza współrzędną punktu, w którym światło przechodzi przez granicę dwóch ośrodków. Najszybszą drogą dotarcia do tego punktu z punktu {\displaystyle A} oraz od tego punktu do punktu {\displaystyle B} w ośrodkach jednorodnych są odcinki linii prostych. Czas potrzebny na przebycie drogi od {\displaystyle A} do {\displaystyle B} wynosi więc:
{\displaystyle t(x)={\frac {\sqrt {x^{2}+h_{1}^{2}}}{v_{1}}}+{\frac {\sqrt {h_{2}^{2}+(a-x)^{2}}}{v_{2}}},}
gdzie {\displaystyle a} jest odległością między punktami A i B mierzoną w poziomie wzdłuż granicy ośrodków. Stacjonarność rozwiązania wymaga zerowania się pierwszej pochodnej czasu po {\displaystyle x{:}}
{\displaystyle {\begin{aligned}{\frac {dt(x)}{dx}}=0&\iff {\frac {x}{v_{1}{\sqrt {x^{2}+h_{1}^{2}}}}}+{\frac {-(a-x)}{v_{2}{\sqrt {h_{2}^{2}+(a-x)^{2}}}}}=0\\&\iff {\frac {v_{1}}{v_{2}}}={\frac {\frac {x}{\sqrt {h_{1}^{2}+x^{2}}}}{\frac {a-x}{\sqrt {h_{2}^{2}+(a-x)^{2}}}}}={\frac {\sin \alpha }{\sin \beta }}.\end{aligned}}}
Zatem:
{\displaystyle {\frac {v_{1}}{v_{2}}}={\frac {n_{2}}{n_{1}}}={\frac {\sin \alpha }{\sin \beta }}.}